# Rhacophorus prasinatus
Espèce
Synonymes
- Rhacophorus smaragdinus Lue & Mou, 1984 "1983"

Statut de conservation UICN

 NT  : Quasi menacé
Rhacophorus prasinatus est une espèce d'amphibiens de la famille des Rhacophoridae.

## Répartition et habitat
Cette espèce est endémique du nord de Taïwan. Elle se rencontre entre 400 et 600 m d'altitude dans les comtés de Yilan, Taipei et Taoyuan,.
Elle vit dans les vergers, les plantations de thé, les forêts de bambous, les prairies arbustives et les forêts vallonnées.

## Description
Rhacophorus prasinatus mesure de 48 à 63 mm pour les mâles et de 65 à 77 mm pour les femelles. Son dos est vert brillant et est séparé de son ventre, blanchâtre, par bande latérale blanc jaunâtre. Son ventre présente parfois des points sombres, plus accentués chez les femelles.

## Publication originale
- Mou, Risch & Lue, 1983 : Rhacophorus prasinatus, a new tree frog from Taiwan, China (Amphibia, Anura, Rhacophoridae). Alytes, vol. 2, no 4, p. 154-162.